# Station Zonhoven-Badplaats
Station Zonhoven-Badplaats is een voormalige spoorweghalte langs spoorlijn 15 in de gemeente Zonhoven tussen de stations van Zonhoven en Hasselt. De stopplaats was slechts een drietal jaar in gebruik.
De stopplaats was gelegen aan de 40 ha grote Catechismusvijver, die eigendom was van de kerkfabriek van Zonhoven. Vanaf het begin van de 20e eeuw werd er in de zomer een badplaats met de naam Sint-Pieter uitgebaat. Men kon er zwemmen, zonnen op het strand en roeibootjes huren. De plek groeide uit tot de grootste Limburgse badplaats en vanaf 1937 werd er in de zomer een stopplaats ingericht ter hoogte van de vijver. Na een drietal jaar werd de stopplaats echter al gesloten. Later verdween ook de uitbating van de badplaats en werd de vijver een onderdeel van natuurreservaat De Platwijers.
1,3: Krijgsbaan ·
2,8: Liersebaan ·
3,9: Boechout ·
4,9: Vos ·
6,4: Boshoek ·
9,3: Lier ·
11,1: Lisp ·
12,8: Kessel ·
16,3: Nijlen ·
21,9: Bouwel ·
24,1: Wolfstee ·
26,4: Herentals-Kanaal ·
28,0: Herentals ·
34,0: Olen ·
37,1: Larum ·
40,1: Geel ·
46,5: Millegem ·
49,3: Mol ·
54,0: Balen ·
Ingene-Immer ·
62,8: Leopoldsburg ·
Beverlo ·
68,0: Beringen-Mijn ·
71,2: Beringen ·
74,6: Heusden ·
78,0: Zolder ·
80,2: Houthalen ·
83,3: Kolveren ·
84,9: Zonhoven ·
86,6: Zonhoven-Badplaats